# TSV Böhlitz-Ehrenberg 1990
Der TSV Böhlitz-Ehrenberg 1990 ist ein Sportverein im 1999 eingemeindeten Leipziger Ortsteil Böhlitz-Ehrenberg. Der Verein unterhält zwei Sportabteilungen – für Fußball und Gymnastik. Die Abteilung Fußball nutzt die Sportplätze Leipziger Straße 124 und Jahnstraße 18, beide ausgestattet mit Rasenplätzen. 

## Entwicklung des Fußballsports
Die Geschichte der Abteilung Fußball des TSV 1990 geht bis zum Anfang des 20. Jahrhunderts zurück. In einer Mitgliederliste des Fußballgaus Nordwest-Sachsen von 1911 wird der Verein Saxonia Böhlitz-Ehrenberg mit 53 Mitgliedern aufgeführt. 1922 hatte Saxonia seine Mitgliederzahl bereits auf 185 gesteigert, die Vereinsfarben waren schwarz-weiß. 1933 verlor Saxonia das Endspiel um die Meisterschaft in 2. Klasse des Groß-Leipziger Gaues gegen den SV Grimma mit 1:3. In der Saison 1941/42 trat Saxonia Böhlitz-Ehrenberg in der 3. Leipziger Kreisklasse an.
1945 wurde der Verein im Rahmen des von der sowjetischen Besatzungsmacht veranlassten Vereinsverbots aufgelöst. Nachdem 1946 wieder überregionale Sportwettkämpfe erlaubt wurden, beteiligte sich 1946/47 eine so genannte Sportgemeinschaft Böhlitz-Ehrenberg an der Leipziger Fußballmeisterschaft, konnte sich als Staffelletzter aber für die nächste Spielzeit nicht qualifizieren. Ab 1948 wurde der Sport in Ostdeutschland in Form von Betriebssportgemeinschaften (BSG) neu organisiert. Alle größeren Betriebe waren verpflichtet, für ihre Mitarbeiter diese Betriebssportgemeinschaften einzurichten. In Böhlitz-Ehrenberg gründete das dort ansässige Dieselmotorenwerk die BSG Dimo Böhlitz-Ehrenberg. Neben anderen Sportsektionen wurde mit Spielern der genannten Sportgemeinschaft auch eine Sektion Fußball eingerichtet. 
In den ersten Jahren spielte die Fußballmannschaft der BSG Dimo lediglich auf Kreisebene, gewann aber 1955 die Kreismeisterschaft und stieg damit in die damals 5. Liga Bezirksklasse auf. Der Klassenerhalt konnte nicht geschafft werden, und so spielte die BSG Dimo ab 1957 weiter in der Kreisklasse. Nach der zweiten Kreismeisterschaft 1970 verpasste Dimo den erneuten Aufstieg, dieser gelang aber 1972 nach dem dritten Kreismeister-Titel. In den Jahren 1971 und 1972 war die BSG Dimo zusätzlich Kreispokalsieger geworden. Inzwischen hatte sich die Substanz der Mannschaft so verbessert, dass der Verbleib in der Bezirksklasse, inzwischen 4. Liga, dauerhafter gesichert werden konnte. Dabei stand Dimo über Jahre in Konkurrenz mit der BSG Motor, einer zweiten Mannschaft aus Böhlitz-Ehrenberg, die Dimo zeitweise mit besseren Platzierungen überflügelte und 1978/79 sogar in der drittklassigen Bezirksliga spielte. Die BSG Dimo konnte sich mit Ausnahme der Saison 1981/82, als man für ein Jahr wieder abgestiegen war, bis zum Ende des DDR-Fußballspielbetriebes 1991 in der Bezirksklasse halten. 
Für ein Spiel trat die BSG Dimo Böhlitz-Ehrenberg auch über die Bezirksgrenzen hinaus in Erscheinung. 1977 hatte sie den Leipziger Bezirks-Fußballpokal gewonnen und sich damit für den DDR-weiten FDGB-Fußballpokal-Wettbewerb qualifiziert. In der ersten Pokalrunde hatte Dimo gegen den Zweitligisten FSV Lokomotive Dresden anzutreten, konnte den Heimvorteil aber nicht nutzen und unterlag deutlich mit 1:6.
Mit den wirtschaftlichen Veränderungen infolge der politischen Wende von 1989 stellte das Dieselmotorenwerk seine Unterstützung für die BSG Dimo ein, gleichzeitig gab es in Ostdeutschland ab 1990 die Möglichkeit wieder Vereine zu gründen. Die BSG-Mitglieder nutzten die Gelegenheit, am 1. August 1990 einen neuen Verein namens TSV Böhlitz-Ehrenberg 1990 zu gründen. Am 1. September 1991 wurde die Fusion zwischen den Fußballabteilungen von TSV BE und DKF (vorm. Motor B.-E.), wie der noch übrigen Sportfreunde von Plagwitz-West, vollzogen.
Die 1. Fußballmannschaft des TSV begann 1991 im neu eingeführten DFB-Spielsystem in der Bezirksklasse Leipzig, damals 6. Liga. 
Sicherlich ein Highlight aus der jüngeren Historie des Vereins – das Pokalspiel des TSV Böhlitz-Ehrenberg gegen den damals neu gegründeten 1. FC Lokomotive Leipzig im Jahr 2004.
Es war damals das erste Pflichtspiel für die „Loksche“. Das Spiel endete mit 8:0 für Lok Leipzig.

## Personen von besonderer Bedeutung
Frank Engel, Fußballtrainer der DFB-Nachwuchsnationalmannschaften, begann als Jugendfußballspieler bei der BSG Dimo.